# أرين (مغنية)
تشوي ييوون (الكورية: 최예원؛ من مواليد 18 يونيو 1999) المعروف مهنيا باسم أرين،هي مغنية وممثلة كورية جنوبية وهي عضو في فرقة الفتيات الكورية الجنوبية أو ماي غيرل.

## روابط خارجية
- أرين على موقع IMDb (الإنجليزية)
- أرين على موقع ميوزك برينز (الإنجليزية)
- أرين على موقع ديسكوغز (الإنجليزية)
- أرين على موقع قاعدة بيانات الفيلم (الإنجليزية)